# Ermin Šiljak
Ermin Šiljak (* 11. Mai 1973 in Ljubljana) ist ein ehemaliger slowenischer Fußballspieler. Der Stürmer, der 1996 den Titel des slowenischen Torschützenkönigs in der Slovenska Nogometna Liga holte, gewann im Laufe seiner Karriere zweimal den slowenischen sowie einmal den Schweizer Landesmeistertitel. Mit der slowenischen Nationalmannschaft nahm er an der Europameisterschaft 2000 teil.

## Werdegang

### Karrierestart in Slowenien
Nachdem Šiljak in seiner Heimatstadt beim NK Ilirija mit dem Fußballspielen begonnen hatte, debütierte er für den Lokalrivalen NK Svoboda im Erwachsenenbereich. Nachdem er dort auf sich aufmerksam gemacht hatte, wechselte er im Laufe der Spielzeit 1993/94 innerhalb der Stadtgrenzen und der gleichen Liga zum SCT Olimpija Ljubljana. Bei seinem neuen Klub etablierte er sich schnell als regelmäßiger Torschütze und platzierte sich mit 19 Saisontoren hinter Štefan Škaper an zweiter Stelle in der Torschützenliste der Liga. Damit trug er einerseits entscheidend zum Gewinn des Meistertitels bei, andererseits spielte er sich in die slowenische Nationalmannschaft und debütierte an der Seite von Sašo Udovič, Robert Oblak, Gregor Židan und Alfred Jermaniš anlässlich einer 0:2-Niederlage gegen die mazedonische Nationalmannschaft durch Tore von Žarko Serafimovski und Zoran Boškovski im Nationaljersey.
Am Ende der Spielzeit 1994/95 wiederholte Šiljak mit seinem Klub den Triumph in dera Meisterschaft, mit 17 Saisontoren gehörte er dabei erneut zu den treffsichersten Stürmern der Liga. Auch die folgende Spielzeit blieb für ihn nicht ohne Titelgewinn. Zwar verpasste der Klub erstmals seit der Unabhängigkeit des Landes den Gewinn der Meisterschaft, als mit drei Punkten Rückstand auf HIT Gorica der zweite Platz belegt wurde, im Landespokal triumphierte die Mannschaft erstmals. Im Hinspiel erzielte er beim 1:0-Erfolg bei NK Primorje den spielentscheidenden Treffer, der nach dem 1:1-Remis im Rückspiel den Titelgewinn bedeutete. Allerdings hatte er auch in der Liga geglänzt, mit 28 Saisontoren ergatterte er vor Faik Kamberović und Dinko Vrabac den Titel des Torschützenkönigs der ersten slowenischen Liga.

### Jahre im Ausland
Šiljak hatte durch seine Torgefahr und seine internationalen Auftritte mit Olimpija Ljubljana im Europapokal und der Nationalmannschaft seines Heimatlandes außerhalb der Landesgrenzen auf sich aufmerksam gemacht. Im Sommer 1996 wechselte er in die französische Division 1 und unterschrieb einen Vertrag beim SC Bastia. An der Seite von Morlaye Soumah, Wilfrid Gohel, Franck Vandecasteele und Anto Drobnjak gehörte er in den folgenden beiden Jahren regelmäßig zum Kader der Mannschaft, kam aber nur zeitweise über den Status des Ergänzungsspielers hinaus.
In der Winterpause der Spielzeit 1997/98 verließ Šiljak Frankreich und schloss sich dem Servette FC Genève in der ersten Schweizer Liga an. An der Seite von Alexandre Rey, Carlos Varela, Sébastien Fournier und Patrick Bühlmann gewann er mit dem Klub am Ende der folgenden Spielzeit den Schweizer Meistertitel, wobei er sich zu Beginn der Spielzeit verletzt hatte. Mit einem dreifachen Beinbruch, den er sich im September bei einem Länderspiel gegen Albanien zugezogen hatte, fiel er anderthalb Jahre aus und kehrte erst Anfang 2000 auf das Spielfeld zurück. Dennoch berief ihn Srečko Katanec in den Kader für die EURO 2000 in Belgien und der Niederlande. Im Vorbereitungsspiel am 3. Juni gegen Saudi-Arabien feierte er mit seinem 19. Länderspieleinsatz sein Comeback in der Auswahl. Beim anschließenden Turnier saß er bei den ersten beiden Spielen auf der Ersatzbank, ehe er im abschließenden Gruppenspiel neben Aleksander Knavs, Zlatko Zahovič und Aleš Čeh in der Startformation stand und kurz vor Schluss von Milan Osterc ersetzt wurde.
Im Sommer 2001 wechselte Šiljak nach Schweden und stand bis zum Ende der Spielzeit 2001 bei Hammarby IF unter Vertrag. Mit vier Kurzeinsätzen blieb sein Aufenthalt in Nordeuropa nicht vom Erfolg gekrönt, obwohl der Klub zum ersten Mal in seiner Vereinsgeschichte den Landesmeistertitel holte. Daher kehrte er nach Slowenien zurück und unterschrieb während der Winterpause einen Vertrag beim amtierenden Meister NK Maribor. Noch vor Wiederaufnahme des Spielbetriebs nutzte er eine Klausel in seinem Kontrakt, die ihm einen Wechsel ins Ausland ermöglichte, und zog zum griechischen Klub Panionios Athen weiter. Bis zum Saisonende zeichnete er sich als regelmäßiger Torschütze aus und führte den Klub mit sieben Saisontoren auf einen UEFA-Pokal-Platz. Auch im folgenden Jahr zog er mit dem Klub in den Europapokal ein, er entschied sich dennoch zum Vereinswechsel. Da er in der Qualifikation zur Europameisterschaft 2004 regelmäßig als Torschütze in Erscheinung trat, interessierten sich diverse Klubs für ihn.
Neuer Arbeitgeber Šiljaks wurde der chinesische Klub Dalian Shide. Mit vier Toren bis zum Ende der Spielzeit erreichte er mit der Mannschaft den dritten Platz der ersten chinesischen Liga. Nachdem der Verein ihn nicht mehr bezahlte, kehrte er 2004 nach Europa zurück und unterschrieb Anfang 2005 einen Vertrag beim belgischen Klub Excelsior Mouscron. Im Herbst des Jahres beendete er nach der 0:3-Niederlage gegen Schottland, die das Ausscheiden in der Qualifikation zur Weltmeisterschaft 2006 bedeutete, seine Nationalmannschaftskarriere. Bis zum Ende der folgenden Spielzeit spielte er für den Klub in der Ersten Division, ehe er auch seine Vereinskarriere beendete.